# Mafia: Definitive Edition
Mafia: Definitive Edition (česky Mafia: Definitivní edice) je remake videohry Mafia: The City of Lost Heaven z roku 2002, vyvinutý společností Hangar 13 a publikován společností 2K Games. Je zasazena ve fiktivním městě Lost Heaven v USA ve 30. letech 20. století a vypráví příběh vzestupu a pádu gangstera Tommyho Angela v Salieriho zločinecké rodině. Je to čtvrtá hra v sérii Mafia.
Hra byla vydána pro Windows, PlayStation 4 a Xbox One 25. září 2020. Hra obdržela obecně kladné recenze od kritiků, s pochvalami za snahu znovu oživit příběh, výkony herců a grafiku, ale byly i kritické hlasy ke kvalitě animací. Získala ocenění Česká hra roku 2020 za technologické řešení.

## Příběh
Taxikář Tommy Angelo se po náhodném střetu s dvěma gangstery, Pauliem a Samem, stává členem Salieriho zločinecké rodiny. Po letech práce pro rodinu se však proti ní obrací a rozhodne se proti rodině vypovídat. V epilogu je zastřelen hlavními postavami Mafie II: Vitem Scalletou a Joem Barbarem.   
Děj v každé jednotlivé kapitole hry je velmi podobný originálu z roku 2002.      
Seznam misí
- Prolog (1938)

1. Nabídka, která se neodmítá (1930)
2. Uprchlík
3. Molotov Party
4. Běžná rutina

- Intermezzo 1 (1938)

1. Fairplay (1932)
2. Sára
3. Radši si zvykej
4. Coura/Kněz

- Intermezzo 2 (1938)

1. Výlet do přírody (1933)
2. Omerta
3. Návštěva lepší společnosti
4. Skvělý obchod

- Intermezzo 3 (1938)

1. Dobrou chuť (1935)
2. Všechno nejlepší
3. Bastard se štěstím
4. Smetánka

- Intermezzo 4 (1938)

1. Volební kampaň (1938)
2. Jen tak pro radost
3. Melouch
4. Smrt umění

- Epilog (1938–1951)

## Hratelnost
Mafia: Definitive Edition je koncipovaná jako kompletní remake originálu, je postavena od základů, zachovává však původní mise, postavy a příběh, který rozšiřuje a upravuje. Všechny filmové scény byly znovu nahrány a předabovány. Stejně jako v originálu z roku 2002 hráči ovládají Tommyho Angela během kampaně pro jednoho hráče, pohybovat se lze pěšky či širokým výběrem automobilů a nově i na motocyklu. Remake využívá stejný herní engine jako Mafia III, vylepšený světelný model a systém krytí, který původní hra neměla. Oproti původní hře přibyly motocykly. Ve hře je také nastavení obtížnosti 'Classic Difficulty', jde o nejtěžší nastavení, které mění některé hratelnostní prvky, jako například nutnost hlídat si množství munice a reakce policie na zločiny - tato nastavení přibližují hru originálu.
Mimo hlavní příběhovou linii je ve hře separátní mód Volné jízdy "Free ride" jako poklona původní hře. Tento mód umožňuje hráči prozkoumat město bez nutnosti plnit mise. Oproti originálu, je Volná Jízda a Extrémní jízda spojena do jednoho módu s tím, že mise z extrémní jízdy jsou nyní ve volné jízdě skryté po městě a hráč je může volně objevovat.
V říjnu 2020 přibyl do hry Patch, který přidal nové aktivity do volné jízdy, hráč může nyní taxikařit nebo závodit. Závodit lze ovšem jenom na závodním okruhu z mise Fair Play. Také přibyla možnost hrát hru v černobílém zobrazení, což je ve hře označeno jako "Noir Mode" (poklona Noirovým filmům z této doby). Patch rovněž umožňuje vypnout si ve hře části HUDu.

## Vývoj
Mafia: Definitive Edition byla oznámena 13. května 2020 jako součást Mafia: Trilogy – remake Mafia, remaster Mafia II a re-release Mafia III. Vyvinuta kompletně od základů studiem Hangar 13 a podle oficiálních prohlášení té doby bude obsahovat „rozšířený příběh, hratelnost a hudbu“ originálu. Na vývoji se podílelo přes 200 lidí v Praze a Brně a další v Brightonu a Novatu. Vydání bylo původně naplánováno na 28. srpna 2020, z důvodů pandemie covidu-19 byla však odložena na 25. září.
Vývojáři se u anglického obsazení rozhodli pro kompletní přeobsazení rolí oproti originálu z roku 2002. Herci mimo hlasu poskytli postavám svou podobu a výkon pro motion capture. Prezident Hangar 13 Haden Blackman uvedl: „Jelikož naše filmečky zhusta využívají data z motion capture, bylo nezbytné obstarat hlasové i fyzické výkony. Hledali jsme herce, kteří nejenže zněli jako jejich role, ale navíc tak i vypadali a dokázali je zahrát nejen v dabingu, ale i v rámci motion capture.“
Plné lokalizace se dočkaly pouze jazyky, jenž byly plně lokalizovány v původní hře a tedy angličtina, čeština, francouzština, italština, němčina, ruština a španělština.
Další zásadní proměnou prošlo samotné zasazení. Vývojáři se zaměřili na napodobení stylu Amerických měst ve 20. a 30. letech 20. století, aby obohatili atmosféru a estetiku Lost Heaven a jednotlivých čtvrtí; některé čtvrti byly také přejmenovány (Hoboken – Holbrook). Úpravy v topografii mapy vedly ke změně v rozložení ulic, jež byly provedeny pro příjemnější jízdu a podle týmu měly za následek více vyhlídek na město. Bylo využito specializovaného data-mapping systému k identifikování často využívaných cest, aby byla omezena jízda po stále stejných trasách. Což se projevilo kupříkladu přemístěním Salieriho baru a závodního okruhu.

### Hudba
Hudba v remaku vychází z původní hudby ve hře Mafia složené Vladimírem Šimůnkem. Úpravy původní hudby a skládání nových stop zařídil skladatel Jesse Harlin a zvukový ředitel Matt Bauer. Většina hudby byla nahrána v roce 2019 a nahráváno bylo v Nashvillu a také v Praze, přičemž v Praze byly nahrány smyčcové nástroje a perkusní, dřevěné a žesťové nástroje v Nashvillu. Kvůli epidemii covidu-19 probíhalo nahrávání netradičně, a to rozsazením hudebníků a nahrávání jednotlivých stop každou zvlášť.

## Zajímavosti a odlišnosti od původní hry
- Nová verze byla rozšířená a objevily se tam věci, které se do původní verze nedostaly (např. Frankův pohřeb, Salieriho osobní strážce Carlo, Sára a Sam dostali více prostoru, mohli jsme se dozvědět jméno a příjmení radního:Roberto Ghilotti)
- Ze hry byly vyškrtnuty bonusové mise pro Lucase Bertoneho.
- V nové verzi se mise Jen tak pro radost odehrávala v noci, do přístavu jeli s náklaďákem všichni tři, Tom, Paulie i Sam, a mezi kamerunskými doutníky byly drogy, ale v původní verzi se mise odehrávala přes den, s náklaďákem do přístavu jel jen Tom a mezi kubánskými doutníky byly diamanty.
- Došlo k přejmenování u některých čtvrtí (Holbrook místo Hoboken, North Park místo New Ark a Beech Hill místo Oak Hill).

- V původní hře se v české verzi jeden z bijců, kteří přepadnou Tommyho v kapitole Uprchlík, jmenuje Robert, v anglické verzi se ovšem jmenuje Lou. V remaku se jmenuje Lou i v české verzi.

## České obsazení dabingu
Remake obsahuje kromě titulků i český dabing, jelikož pro hru vznikly tytéž kompletní jazykové lokalizace jako v případě původní hry, tentokrát však čeština není společně s angličtinou originálním jazykem. Kromě anglického originálu a českého dabingu vznikl i německý. ruský, francouzský, španělský a italský dabing. Českou verzi společně s distribucí obstarala společnost Cenega Czech. Oproti anglickému originálu, kde se rozhodli pro kompletní přeobsazení, pro český dabing byla snaha obsadit co nejvíce původních herců, avšak i zde došlo k přeobsazením. Celkem bylo zachováno obsazení jedenácti herců, celkově se vrátilo devatenáct herců (Marek Vašut, Petr Rychlý, Luděk Čtvrtlík, Dalimil Klapka, Alexej Pyško, Tomáš Karger, Milan Bouška, Bohdan Tůma, Zdeněk Hruška, Radka Stupková, Jiří Valšuba, Libor Terš, Zbyšek Pantůček, Terezie Taberyová, Filip Jančík, Libor Hruška, Marek Libert, Jaroslav Horák, Jakub Saic), kteří v roce 2002 dabovali již v původní hře. Dabing režíroval Ladislav Hrádek, který pracoval i na dabingu druhého dílu.
Mezi preview a finální verzí hry došlo k úpravám dabingu, které zahrnovala několik oprav a přeřeků, ale i pár přeobsazení. V preview verzi postavu Vincenza v cutscénách daboval Ladislav Cigánek, zatímco ingame repliky nadaboval Radovan Vaculík, který posléze pro výslednou hru dodaboval i zbytek. Postavu Michelle v preview verzi dabovala Klára Jandová, ale ve výsledné hře ji dabuje Terezie Taberyová. Totéž platí i o postavě Carla, kterou původně daboval František Kreuzmann mladší, ale nakonec jej nahradil Jan Škvor. Původní dabing byl objeven moddery v souborech staré verze hry.

### Hlavní postavy
- Thomas „Tommy“ Angelo – Marek Vašut (původní)
- Paulie Lombardo – Petr Rychlý (původní)
- Sam Trapani – Luděk Čtvrtlík (původní)
- Don Ennio Salieri – Marcel Vašinka (nahradil zesnulého Antonína Molčíka)
- Consigliere Frank Colletti – Dalimil Klapka (původní)
- Sarah Angelo (roz. Marino) – Lucie Pernetová (nahradila Lindu Rybovou)
- Don Marcu Morello – Ludvík Král (nahradil Milana Boušku)
- Sergio Morello – Jakub Saic (nahradil Vasila Fridricha)
- Detektiv John Norman –  Alexej Pyško (původní)

### Vedlejší postavy
- Ralph – Radek Hoppe (nahradil Tomáše Milostného (Sýkoru), který byl však původně obsazen)
- Lucas Bertone – Filip Jančík (nahradil Václava Knopa)
- Vincenzo Ricci – Radovan Vaculík[pozn. 2] (nahradil Miroslava Saice)
- Luigi Marino – Milan Slepička (nahradil Tomáše Kargera)
- Billy Ghillotti – Libor Hruška (původní)
- Johnny – Oldřich Hajlich
- Bobby – Bohdan Tůma (původní)
- Dino – Petr Neskusil
- Lou – Otmar Brancuzský
- Doktor – Marek Libert (původní)
- Marge Colletti – Radka Stupková
- Malej Tony, Pepé – Jiří Valšuba (původní)
- Kněz – Zbyšek Pantůček (původní)
- Salvatore – Roberto Caporali
- Vito Scaletta – Martin Trnavský (předabování replik z Mafie II)

Dále v českém znění hráli Martin Zahálka, Klára Sedláčková Oltová, Natálie Topinková, František Kreuzmann ml., Jana Mařasová, Barbora Munzarová, Jan Vondráček, Michal Holán, Jaroslav Horák, Eva Spoustová, Jaroslava Pokorná, Zuzana Ščerbová, Jiří Bábek, Zdeněk Hruška, Petr Burian, Klára Jandová, Kateřina Lojdová, Valérie Zawadská, Pavel Tesař, Bohuslav Kalva, Libor Terš, Anna Theimerová, Jana Holcová, Lukáš Král, Miroslav Hanuš, Václav Rašilov, Jiří Ployhar, Ernesto Čekan, Tomáš Karger, Tomáš Borůvka, Ivo Novák, Ivo Hrbáč, Zdeněk Vencl, Antonín Navrátil, Richard Wágner, Petr Gelnar, Milan Bouška, Vladimír Kudla, Eduard Jenický, Lubor Šplíchal, Jiří Štrébl, Mikoláš Tuček, Jan Škvor a Terezie Taberyová.